# 北達科他州議會大廈
北達科他州議會大廈（英語：North Dakota State Capitol）是美國北達科他州議會的開會地點和北達科他政府的辦公地點。北達科他州議會大廈是一座21層高的塔樓。北達科他州議會大廈也是一個著名的旅遊景點。現在的北達科他州議會大廈竣工於1977年。位於美國北達科他州首府俾斯麥。

## 外部連結
- North Dakota State Capitol history （页面存档备份，存于）
- Virtual tours of North Dakota State Capitol and grounds
- Tour information （页面存档备份，存于）
- Map of the North Dakota State Capitol （页面存档备份，存于）